# Hnevank
Hnevank (en arménien Հնեվանք) est un monastère arménien situé dans le marz de Lorri, au nord de l'Arménie. Le monastère est fondé au VIIe siècle ou au IXe – Xe siècle et est fortement transformé au XIIe siècle ; il a été rénové après le retour à l'indépendance du pays.

## Situation géographique
Pour des articles plus généraux, voir Lorri et Gougark.
Hnevank a été construit sur un promontoire à 1 055 m d'altitude, près de l'endroit où la rivière Gargar se jette dans le Dzoraget.
Le monastère est situé à proximité de Kurtan dans le marz de Lorri, au nord de l'Arménie.

## Histoire
Pour des articles plus généraux, voir Royaume de Lorri et Arménie zakaride.
Hnevank est fondé au VIIe siècle ou au IXe – Xe siècle. Il est cependant fortement remanié au XIIe siècle : Smbat Orbélian rénove ainsi l'église en 1144, selon une inscription en géorgien sur le tambour de celle-ci.
Abandonné, le monastère a été rénové après le retour à l'indépendance du pays.

## Bâtiments
Pour un article plus général, voir Architecture arménienne.
L'église est un triconque semi-libre complété à l'est par des annexes. Elle est surmontée d'un tambour, dont l'aspect extérieur est octogonal. À l'ouest, un gavit lui a été adjoint en 1186-1206 ; des bâtiments fonctionnels de la même période complètent le site.